# Groupe d'artillerie libanaise
L'artillerie libanaise des troupes spéciales a été constituée par plusieurs unités libanaises d'artillerie au sein des troupes spéciales du Levant, pendant la période du mandat français.
Créée comme une section d'artillerie de montagne en 1937, devenue batterie début 1939, l'unité devient un groupe à deux batteries en 1942. Elle rejoint en août 1945 la nouvelle Armée libanaise.

## Création et différentes dénominations
- avril 1937 : formation d'une section d'artillerie de montagne libanaise
- février 1939 : devient batterie libanaise d'artillerie de montagne (BLAM)
- juin 1939 : formation de la batterie libanaise d'artillerie de côte (BLAC)
- juillet 1941 : disparition de la batterie libanaise d'artillerie de côte
- mars 1942 : formation de la batterie libanaise portée (BLP)
- mai 1942 : fusion de la BLP et de la BLAM dans le groupe d'artillerie libanaise (GAL)
- octobre 1942 : le GAL devient le 4e groupe d'artillerie du Levant (4e GAL)
- novembre 1942 : le 4e GAL devient le 5e groupe d'artillerie (5e GA)
- août 1945 : le 5e groupe d'artillerie est transféré à l'Armée libanaise

## Historique

### Entre-deux-guerres
En avril 1937 est formée à Beyrouth une section de canons de 65 de montagne, avec mulets et chevaux pour assurer sa mobilité.
Cette section donne naissance le 15 février 1939 à la batterie libanaise d'artillerie de montagne, avec quatre canons de 65, trois militaires français, 98 militaires libanais, vingt-quatre chevaux et cinquante mulets. Elle rejoint Tripoli le 1er avril 1939.
Le 18 avril ou le 15 juin 1939, une nouvelle unité libanaise est formée à Beyrouth, la batterie libanaise d'artillerie de côte, équipée de canons de 75 mm de côte. Les détachements de la BLAC sont positionnés à la grotte aux Pigeons, à Dbaiyeh et à Beddaoui (en).

### Seconde Guerre mondiale
Les deux batteries libanaises, de montagne et de côte, participent avec l'armée de Vichy aux combats de juin-juillet 1941 menés contre les Britanniques et la France libre. Après l'armistice de Saint-Jean-d'Acre, les troupes spéciales sont dissoutes le 31 juillet sur ordre du général vichyste Dentz.
La batterie libanaise d'artillerie de montagne est immédiatement (début août) recréée par les forces françaises libres, conservant son effectif autochtone. En mars 1942 est formée à Beyrouth la batterie libanaise portée, équipée de canons de 105 de montagne.
La batterie portée fusionne avec la batterie d'artillerie de montagne le 15 mai 1942 pour constituer à Beyrouth le groupe d'artillerie libanaise (état-major, 14e batterie de 65 et 15e batterie de 105). Celui-ci est renommé 4e groupe d'artillerie du Levant le 16 octobre puis 5e groupe d'artillerie le 16 novembre 1942.
En avril 1943, le 5e GA devient l'unité d'artillerie de la 5e brigade spéciale de montagne. En janvier 1945, 14e et 15e batteries sont équipées de canons de 105 de montagne.

### Transfert
Le groupe passe sous le plein contrôle libanais le 1er août 1945 et est considéré comme l'ancêtre des unités de l'artillerie libanaise.